# Эйхенвальд, Александр Александрович
Александр Александрович Эйхенвальд (23 декабря 1863 (4 января 1864) — 12 сентября 1944)  — русский физик, профессор Московского университета. Один из инициаторов воссоздания МВЖК.

## Биография
Родился 23 декабря 1863 (4 января 1864) года. Его отец, Александр Фёдорович Эйхенвальд (1835—1917), уроженец Митавы из еврейской семьи, был фотографом-профессионалом, который стремился внести в свои работы элементы искусства. Мать Ида Ивановна — профессор консерватории по классу арфы; когда семья переехала в Москву, она играла в оркестре Большого театра.
А. А. Эйхенвальд рос в артистической семье, что очень сказалось на его жизни. Он занимался музыкой и фотографией, в его педагогической и научной деятельности видны художественные элементы. В 1883 году он закончил частную гимназию Креймана (учился в ней с 1873 года).
С детства он дружил с Петром Николаевичем Лебедевым (до самой его смерти в 1912 году).
После школы он поступил на естественное отделение физико-математического факультета Московского университета, но со 2-го курса (июнь 1885) перевёлся в Санкт-Петербургский институт инженеров путей сообщения, закончил его с дипломом 1-й степени (1888).
Работал инженером на Рязанско-Уральской железной дороге. В Москве жил в квартире отца, находившейся на Кузнецком Мосту в пассаже Попова.
В 1890—1895 годах в качестве помощника главного инженера принял участие в строительстве и проектировании коллектора Киевской городской канализации длиной в 10 км.
У него появилось стремление к исследовательской работе и в 1895 году он уехал в Страсбургский университет (Германия), где занимался экспериментальной физикой у профессора К. Ф. Брауна, а теоретической — у профессора Э. Кона. В 1897 году он защитил диссертацию «Поглощение электромагнитных волн электролитами» и получил степень доктора натуральной философии.
В это время, годом ранее, в Москве открылось инженерное училище. До его приезда в Москву в училище преподавал физику его друг Лебедев, который сразу же, как только Эйхенвальд приехал, передал ему своё место. В училище Эйхенвальд организовал научно-исследовательскую лабораторию, в которой выполнил в 1901—1904 гг. экспериментальную работу «О магнитном действии тел, движущихся в электростатическом поле». Минуя представление и защиту магистерской диссертации, по представлению профессоров Московского университета П. Н. Лебедева, Н. А. Умова и А. П. Соколова, он был допущен к защите докторской диссертации в Московском университете (в 1904 году).
С 1901 года он также преподавал на Московских высших женских курсах, где ярко проявилась его организационная деятельность: им был создан проект здания физико-химического корпуса (архитектор А. Н. Соколов).
В 1905 году был избран директором Московского инженерного училища и предложил программу его реорганизации: заменить курсовую систему занятий предметной. Директором состоял до 1908 года; в 1908—1910 годах — адъюнкт, с 1910 года — экстраординарный профессор училища.

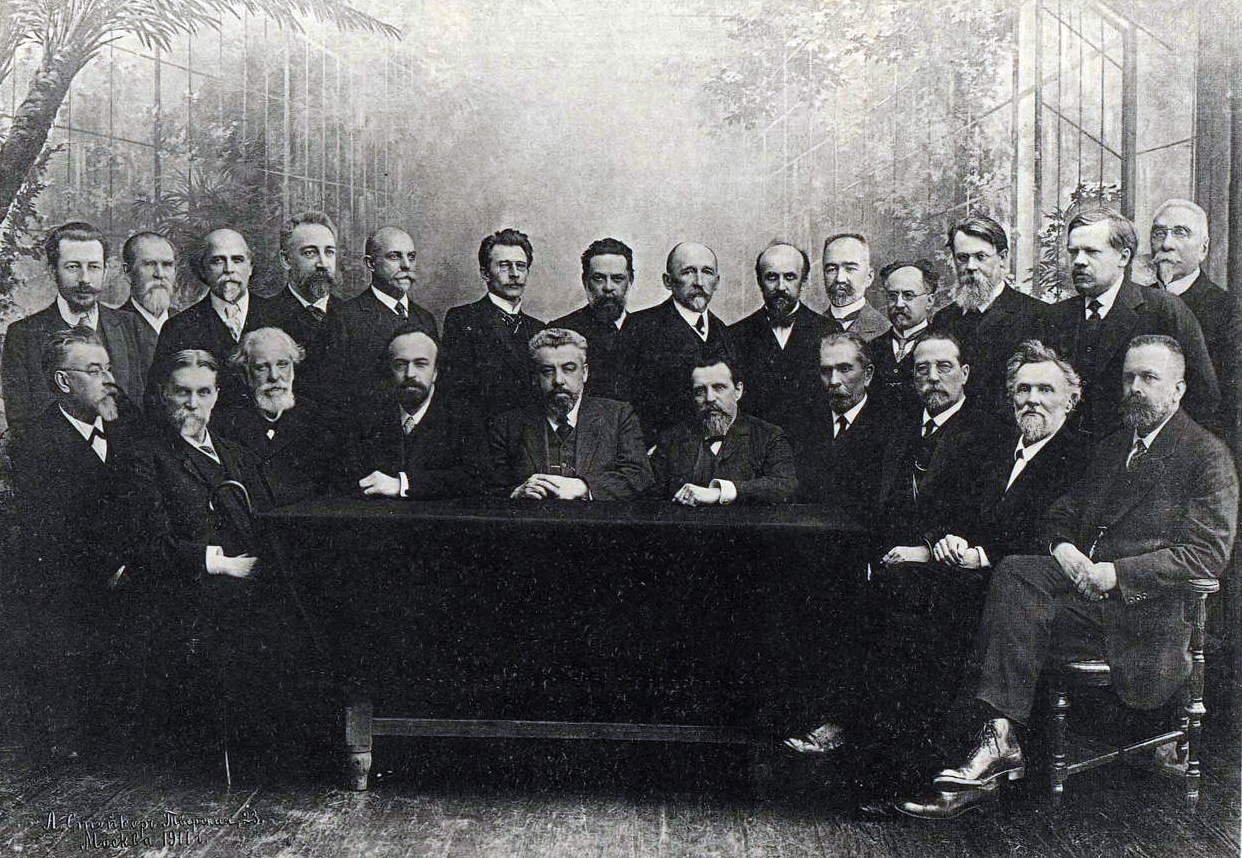
Профессора Московского университета (1911).
Сидят: В. П. Сербский, К. А. Тимирязев, Н. А. Умов,
П. А. Минаков, М. А. Мензбир, А. Б. Фохт,
В. Д. Шервинский, В. К. Цераский, Е. Н. Трубецкой.
Стоят: И. П. Алексинский, В. К. Рот, Н. Д. Зелинский, П. Н. Лебедев, А. А. Эйхенвальд, Г. Ф. Шершеневич, В. М. Хвостов, А. С. Алексеев, Ф. А. Рейн,
Д. М. Петрушевский, Б. К. Млодзеевский,
В. И. Вернадский, С. А. Чаплыгин, Н. В. Давыдов.

В 1909 году был избран экстраординарным профессором Московского университета по кафедре физики и физической географии. Оставил университет в 1911 году в составе других преподавателей из-за протеста против министра Кассо; в 1917 году, после революции 1917 года — вернулся, но с 1 ноября 1918 года, по личной просьбе был уволен по состоянию здоровья.
Одновременно в 1907—1917 гг. работал в Московском коммерческом институте; с 1912 года — ординарный профессор по кафедре физики.
Вместе в женой Екатериной Константиновной (до этого преподавала физику в Московском политехническом институте) 3 сентября 1920 года выехал в командировку в Берлин с целью приобретения научной литературы и приборов на рациональной основе, а также для ознакомления с новейшими успехами и усовершенствованиями в науке и технике государств. Вместе с Н. М. Федоровским при Экономическом представительстве РСФСР в Германии организовал Бюро иностранной науки и техники (БИНТ) НТО и издательство при нём. Постановление о создании БИНТ НТО было утверждено Постановлением СНК только 22 марта 1921 года Из командировки он не вернулся, что его биографы связывают с пошатнувшимся здоровьем; из-за границы присылал в Москву свои труды. Из Берлина он переехал в Прагу, где с 1923 года состоял профессором Русского педагогического института им. Я. А. Коменского: читал курсы методики физики и космографии. В 1926 году переехал в Милан.
В 1947 году родственники получили известие о смерти А. А. Эйхенвальда в 1944 году. Похоронен на Большом городском (Maggiore) кладбище в Милане.

## Научная деятельность
Эйхенвальд считался одним из лучших педагогов-методистов и непревзойдённым мастером лекционных демонстраций. Он — автор учебников, написанных на основе курсов, читавшихся им в учебных заведениях Москвы: «Электричество» (М., 1899; 8-е издание — М.;Л.,1933; переведено на немецкий (1928) и украинский (1938) языки), «Теоретическая физика» в 3-х т.(2-е изд. — М.;Л.,1932—1934)), «Акустика и оптика» (М., 1914; 2-е изд. — М., 1916; 3-е издание — М., 1921). Число научных работ Эйхенвальда невелико, но они относятся к принципиально важным проблемам физики. Одна из работ касается вопроса о магнитном поле движущихся электрически заряженных тел: в работе «О магнитном действии тел, движущихся в электростатическом поле» он установил, что магнитное поле конвекционного тока и по величине, и по направлению тождественно с полем тока проводимости; им была доказана эквивалентность токов смещения и токов проводимости («опыт Эйхенвальда»); проведя эксперименты, в которых оба диска конденсатора вместе с помещённым между ними диэлектриком вращались как единое целое, Эйхенвальд показал, что верна теория Лоренца, согласно которой эфир не участвует в движении тел. Этот результат согласовался и с созданной вскоре теорией относительности. Другой цикл работ Эйхенвальда был связан с анализом световых волн:в теоретическом исследовании «О движении энергии при полном внутреннем отражении» (1908) Эйхенвальдом был решён вопрос о направлении колебаний световых волн при полном внутреннем отражении, уточнена теория Друде; полученные результаты были представлены в виде диаграмм, вошедших в научную и учебную литературу. В работе «О поле световых волн при отражении и преломлении» (1912) он распространил свой метод на различные случаи отражения и преломления света.